# Australisk ökenskovelfotspadda
Den australiska ökenskovelfotspaddan (Notaden nichollsi) lever större delen av sitt liv nedgrävd i marken i ökenområden. Enbart vid kraftiga regn kommer den fram för att fortplanta sig. Den har rund kropp och korta ben, och när den ligger i dvala omsluts den av ett kokongliknande hölje av flera lager ömsat skinn, vilket minimerar avdunstning.
Utbredningsområdet sträcker sig från Western Australia över södra Northern Territory och norra South Australia till västra Queensland. Arten lever i låglandet upp till 100 meter över havet. Den vistas i halvöknar, i gräsmarker, i buskskogar och i träskmarker. Arten gräver till ett djup av en meter för att gömma sig. Fortplantningen sker efter regnfall. Honan lägger upp till 1000 ägg som fästas vid växter. Grodynglens metamorfos varar i två veckor.
För beståndet är inga hot kända. Hela populationen anses vara stabil. IUCN listar arten som livskraftig (LC).